# 觀塘碼頭巴士總站

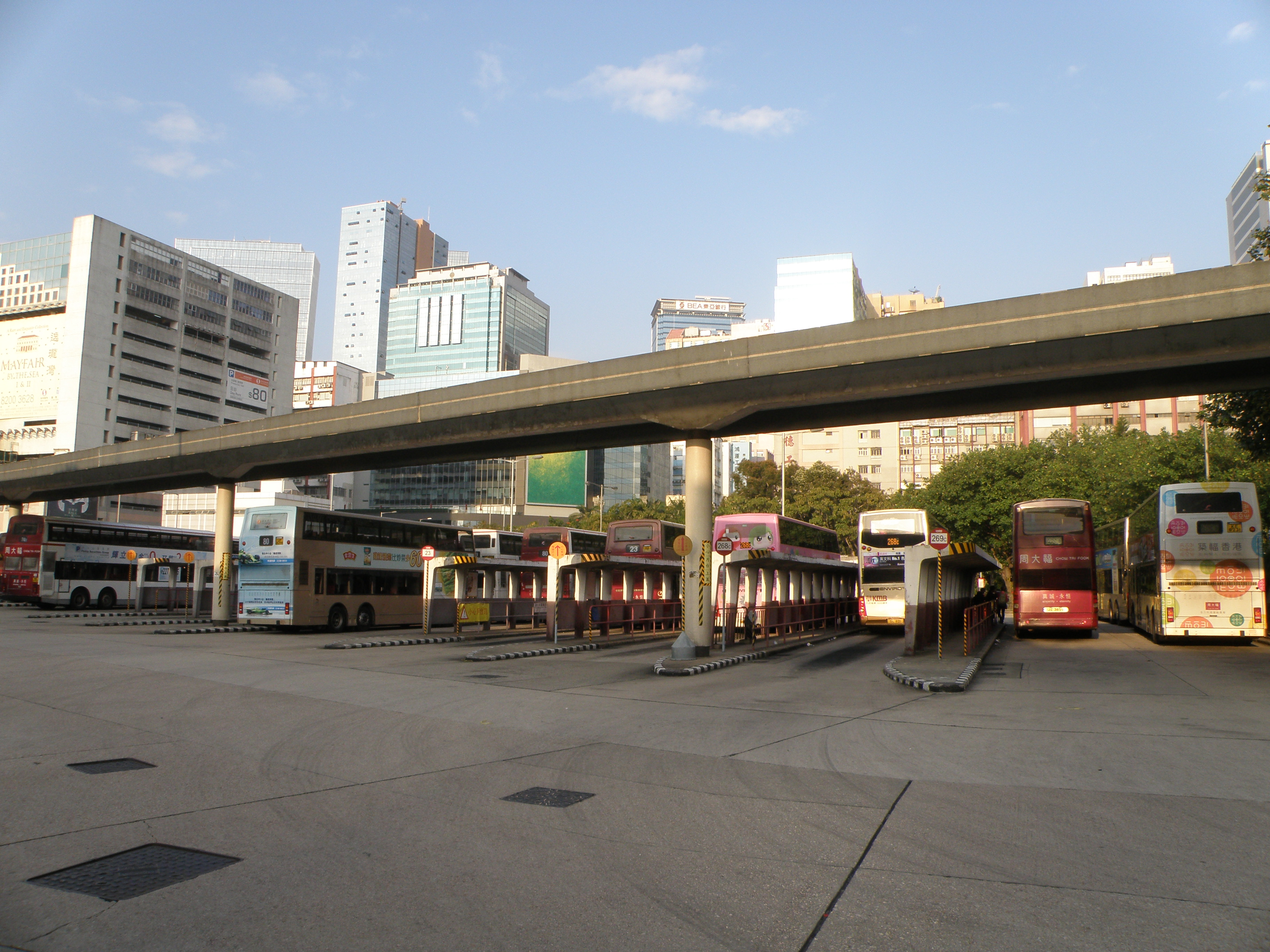
觀塘碼頭巴士總站（南面看）

觀塘碼頭巴士總站（英語：Kwun Tong Ferry Bus Terminus）位於香港九龍觀塘區海濱，是觀塘碼頭廣場（英語：Kwun Tong Ferry Concourse）和觀塘碼頭公共運輸交匯處（英語：Kwun Tong Ferry Pier Public Transport Interchange）的一部份。是東九龍一帶重要的總站。

## 簡介
觀塘碼頭巴士總站位於觀塘海濱道190號觀塘碼頭廣場內（註：「廣場」一詞大概與現今「公共運輸交匯處」同義），觀塘避風塘東南端，與舊啟德機場跑道只有咫尺距離，廣場內還設有公眾碼頭、渡輪碼頭、危險品汽車渡輪碼頭、小巴站、的士站、熟食市場和休憩公園。
至於政府官方名稱觀塘碼頭公共運輸交匯處，則只包括巴士總站（上客站）、小巴總站和過海的士站，現時共有18條巴士及1條專線小巴路線使用。

### 見證工業和渡輪的興衰
香港在1960至1980年代，靠著工業一日千里的發展而興盛起來，當時的觀塘工業區有幸成為其中一個基地。鄰近的觀塘碼頭，則成為工業區以至觀塘住宅區的主要交通總匯，往返香港島中環、北角、西灣河等地的渡輪每日穿梭，碼頭一帶熱鬧非常。
隨著香港工業式微，很多廠商選擇搬到中國內地設廠，以及海底隧道和東區海底隧道分別於1972年和1989年通車，地鐵觀塘綫亦可過海，市民選用其他交通工具或駕車駛經過海隧道往返目的地，碼頭廣場一下子變得凋零。經過時代洗禮，觀塘工業區開始轉型為商業區，摩天商廈林立，其中位於觀塘碼頭廣場對面的宏利金融中心（前稱觀塘223）於2009年落成啟用，另一邊廂，觀塘渡輪碼頭的航線依然經營困難。

### 禁止吸煙區
2010年12月1日起，根據《2010年吸煙（公眾衞生）（指定禁煙區）（修訂）公告》，把包括本站在內的129個露天及2個有上蓋建築物的公共運輸設施（即公共運輸交匯處或巴士總站）劃為禁止吸煙區。

## 總站路線資料（巴士）
目前以觀塘碼頭作總站的大多為連接沙田、大埔、元朗、天水圍的長途巴士線，亦有部份連接九龍市區或西貢區的路線，是東九龍其中一個重要巴士總站。

### 九龍巴士11D線
- 樂富 ↔ 觀塘碼頭

途經觀塘市中心、牛頭角、九龍灣、啟業邨、采頤花園、聯合道及樂富中心。

### 九龍巴士16P線
- 旺角（柏景灣） ↔ 觀塘碼頭

2023年11月27日起投入服務，途經觀塘商貿區、九龍灣商貿區、新蒲崗、九龍城、旺角及大角咀，只於平日繁忙時間服務。

### 九龍巴士23線
- 觀塘碼頭 ↺ 順利
- 順天 → 觀塘碼頭（晨早特別班次）

途經觀塘市中心、和樂邨、基督教聯合醫院及四順。

### 九龍巴士40P線
- 荃灣（如心廣場） ↔ 觀塘碼頭

途經觀塘市中心、牛頭角、九龍灣、彩虹邨、鑽石山、黃大仙、天馬苑、畢架山花園、青山公路葵涌段、石籬邨、安蔭邨、石蔭邨、梨木樹邨、石圍角邨及荃灣站。

### 城巴55線
- 屯門（菁田及和田） ↔ 觀塘碼頭

於2022年7月18日投入服務，途經菁田邨、和田邨、欣田邨、兆康苑、紅橋、黃大仙、九龍灣商貿區及觀塘商貿區，只於平日繁忙時間提供服務。

### 九龍巴士74B線
- 大埔中心 → 觀塘碼頭（只供落客）

途經大埔墟、廣福邨、大老山隧道、九龍灣商貿區及觀塘商貿區。只限早上班次以此為總站，下午班次則不使用此站。

### 九龍巴士74C、74D線
74C（只供落客，不設回程）
- 九龍坑 → 觀塘碼頭

途經大窩西支路、太和邨、富亨邨、富善邨、大老山隧道、彩虹邨、啟業邨、九龍灣、牛頭角及觀塘市中心，只於平日上午繁忙時間提供服務。
74D
- 九龍坑 ↔ 觀塘碼頭

途經觀塘市中心、牛頭角、九龍灣、啟業邨、彩虹邨、大老山隧道、香港科學園、廣福邨、太和邨及大窩西支路。

### 九龍巴士74E線
- 大美督 ↔ 觀塘碼頭

途經觀塘市中心、牛頭角、九龍灣、啟業邨、彩虹邨、大老山隧道、鳳園及汀角路，只於平日繁忙時間提供服務。

### 九龍巴士74F線
- 觀塘碼頭 ↔ 香港教育大學

於2019年12月30日投入服務，途經觀塘市中心、牛頭角、九龍灣、啟業邨、彩虹邨、大老山隧道及大埔工業邨，只於平日繁忙時間提供服務。

### 九龍巴士74P線
- 大埔中心 ↔ 觀塘碼頭（經香港科學園）
- 香港科學園 → 觀塘碼頭（晨早特別班次）

途經觀塘市中心、牛頭角、九龍灣、啟業邨、彩虹邨、大老山隧道、香港科學園及廣福邨，只於平日繁忙時間提供服務。

### 九龍巴士74X、274X線
74X
- 大埔中心 ↔ 觀塘碼頭
- 廣福邨 → 觀塘碼頭（晨早特別班次）
- 運頭塘邨 → 觀塘碼頭（晨早特別班次）

途經觀塘市中心、牛頭角、九龍灣、啟業邨、彩虹邨、荷里活廣場、大老山隧道、廣福邨及大埔墟。
274X
- 觀塘碼頭 → 大埔中心

途經觀塘市中心、牛頭角、九龍灣、大老山隧道、廣福邨及大埔墟，只於平日下午繁忙時間提供服務。

### 九龍巴士T74線
- 林錦公路（梧桐寨） ↔ 觀塘碼頭

途經觀塘商貿區、九龍灣商貿區、大老山隧道、運頭塘邨、大埔墟、太和邨及林村，只於平日繁忙時間提供服務。

### 九龍巴士80、80A、80P線
80
- 美林 ↔ 觀塘碼頭

途經觀塘市中心、牛頭角、九龍灣、啟業邨、彩虹邨、鑽石山、黃大仙、天馬苑、獅子山隧道、紅梅谷、隆亨邨、顯徑邨、大圍及美田邨。
80A（只供落客，不設回程）
- 大圍（美林） → 觀塘碼頭

途經美田邨、大圍、顯徑邨、隆亨邨、紅梅谷、獅子山隧道、黃大仙、九龍灣商貿區及觀塘商貿區，只於平日上午繁忙時間提供服務。
80P（只供落客，不設回程）
- 顯徑 → 觀塘碼頭

途經隆亨邨、紅梅谷、獅子山隧道、天馬苑、黃大仙、鑽石山、彩虹邨、九龍灣、牛頭角及觀塘市中心，只於平日上午繁忙時間提供服務。

### 九龍巴士80X線
- 秦石 ↔ 觀塘碼頭
- 乙明邨街 → 觀塘碼頭（晨早特別班次）
- 新田圍 → 觀塘碼頭（晨早特別班次）

途經觀塘市中心、牛頭角、九龍灣、啟業邨、彩虹邨、大老山隧道、沙田圍、博康邨及乙明邨。

### 九龍巴士83A、83X線
83A（只供落客，不設回程）
- 沙田（水泉澳） → 觀塘碼頭

途經大老山隧道、彩虹邨、啟業邨、九龍灣、牛頭角及觀塘市中心，只於平日上午繁忙時間提供服務。
83X
- 沙田（水泉澳） ↔ 觀塘碼頭
- 黃泥頭 ↔ 觀塘碼頭(特別班次）

途經觀塘市中心、牛頭角、九龍灣、啟業邨、彩虹邨、大老山隧道、小瀝源、廣源邨及水泉澳邨。
- 註：平日早上繁忙時間不經水泉澳一帶。

### 九龍巴士93A線
- 寶林 ↔ 觀塘碼頭

途經觀塘市中心、和樂邨、曉麗苑、秀茂坪邨、寶達邨、馬游塘、康盛花園、翠林邨及寶林邨。

### 九龍巴士258X線
- 屯門（寶田邨） ↔ 觀塘碼頭

途經觀塘商貿區、九龍灣商貿區、良景邨、大興邨及山景邨，只於平日繁忙時間提供服務。

### 九龍巴士259X、259S線
259X
- 屯門（龍門居） ↔ 觀塘碼頭

途經觀塘商貿區、九龍灣商貿區、兆禧苑、湖景邨、蝴蝶邨、新屯門中心及龍門居，只於平日繁忙時間提供服務。
259S（只供落客，不設回程）
- 屯門（龍門居） → 觀塘碼頭

途經屯門市中心、安定邨／友愛邨、豐景園、九龍灣商貿區及觀塘商貿區，只於平日上午繁忙時間提供服務。

### 九龍巴士268A、268C、268P線
268A
- 朗屏邨 ↔ 觀塘碼頭

途經觀塘市中心、牛頭角、九龍灣、鑽石山、黃大仙、天馬苑、畢架山花園、大欖隧道、新元朗中心及東頭工業區，只於平日繁忙時間提供服務。
268C
- 朗屏站 ↔ 觀塘碼頭
- 銀田花園 → 觀塘碼頭（晨早特別班次）

途經觀塘市中心、牛頭角、九龍灣、啟業邨、彩虹邨、鑽石山、黃大仙、天馬苑、畢架山花園、大欖隧道、新元朗中心、元朗大馬路、水邊圍邨及朗屏邨。本線與286C線並無關連。
268P
- 元朗（山水樓） → 觀塘碼頭（上午繁忙時間班次）
觀塘碼頭 → 朗屏站（下午繁忙時間班次）

途經觀塘商貿區、九龍灣商貿區、黃大仙、大欖隧道、新元朗中心、元朗大馬路、水邊圍邨及朗屏邨，只於平日繁忙時間提供服務。

### 九龍巴士69C、269C、269S線
69C
- 天水圍（天恩邨） ↔ 觀塘碼頭

途經觀塘市中心、牛頭角、九龍灣、啟業邨、彩虹邨、鑽石山、黃大仙、天馬苑、畢架山花園、大欖隧道、嘉湖山莊景湖居、香港濕地公園及天晴邨，只於平日繁忙時間提供服務。本線與第一代69C線並無關連。
269C
- 天水圍市中心 ↔ 觀塘碼頭
- 天水圍（天慈邨） → 觀塘碼頭（特別班次,只供落客，不設回程）

途經觀塘市中心、牛頭角、九龍灣、啟業邨、彩虹邨、鑽石山、黃大仙、天馬苑、畢架山花園、大欖隧道、天耀邨、天瑞邨、天悅邨、天晴邨、嘉湖山莊美湖居及栢慧豪園。本線與296C線並無關連。
269S
- 天水圍市中心 ↔ 觀塘碼頭

途經觀塘商貿區、九龍灣商貿區、黃大仙、大欖隧道、天耀邨、天瑞邨、天悅邨、天晴邨、嘉湖山莊美湖居及栢慧豪園，只於平日繁忙時間提供服務。

### 九龍巴士X89D線
- 泥涌 ↔ 觀塘碼頭

途經觀塘商貿區、九龍灣商貿區、大老山隧道、錦英苑、利安邨及烏溪沙站，只於平日繁忙時間提供服務。

## 總站路線資料（專線小巴）

### 新界區專線小巴103線
- 清水灣 ↔ 觀塘碼頭

途經觀塘商貿區、觀塘警署、厚德邨、將軍澳醫院、銀線灣、孟公屋、相思灣、大坳門及清水灣。

## 途經路線資料（巴士）

### 九龍巴士33線
- 荃灣西站 ↔ 油塘

提供荃灣市中心往來油塘的巴士服務，途經環宇海灣、黃大仙及觀塘商貿區，於2019年7月22日起投入服務 ，袛於只在星期一至五提供服務。

### 九龍巴士40線
- 荃灣（麗城花園） ↔ 麗港城

途經觀塘碼頭、觀塘市中心、牛頭角、九龍灣、啟業邨、彩虹邨、鑽石山、黃大仙、美孚新邨、荔景邨、葵芳邨、光輝圍、大窩口及荃灣市中心，只限往麗城花園方向途經此總站。

### 城巴78X線
- 粉嶺皇后山 ↔ 啟德

由城巴營運的一條路線，提供皇后山、軍地及馬尾下經龍山隧道、吐露港公路、大老山隧道及觀塘繞道往來觀塘商貿區及九龍灣商貿區的巴士服務，於2021年11月30日起投入服務。

### 城巴797線
- 日出康城 ↺ 新蒲崗
- 日出康城 → 新蒲崗 → 將軍澳工業邨
- 日出康城 → 新蒲崗

本線為循環線，由日出康城開出後途經觀塘碼頭、九龍灣商貿區、彩虹邨、鑽石山、新蒲崗、觀塘商貿區、將軍澳隧道後返回日出康城。

### 九龍巴士T80線
- 美田／顯徑 → 九龍灣

### 九龍巴士T277線
- 上水 ↔ 藍田站

途經觀塘碼頭、觀塘商貿區、九龍灣商貿區、大老山隧道往來粉嶺、上水，只於平日繁忙時間提供服務。

## 途經路線資料（專線小巴）

### 九龍區專線小巴22A線
- 樂華邨 ↺ 觀塘碼頭

途經康寧道公園、觀塘、觀塘商貿區及牛頭角站。

## 過往路線資料（巴士）
已取消
- 九龍巴士5K線
- 九龍巴士13B線
- 九龍巴士13C線
- 九龍巴士13E線
- 九龍巴士15B線
- 九龍巴士15P線
- 九龍巴士19線
- 九龍巴士28A線
- 九龍巴士69C線（第一代）
- 九龍巴士89A線

已遷出
- 九龍巴士14B線
- 九龍巴士15A線
- 九龍巴士74A線

## 使用狀況
巴士總站只供專利巴士使用，由九巴負責管理，現時共有15條總站路線及2條途經路線。巴士可經由開源道迴旋處或偉業街西行線駛入，並由總站北面的通道駛離。總站共有11個上客站及1個落客站，各巴士路線須駛過落客站，然後才駛入所屬路線的上客站。各線上客站分佈如下：
| 1  | 雙坑 | 九龍巴士16P、33、40、80、T277、X89D線 城巴55、78X、797線 |
| 2  | 單坑 | 九龍巴士11D線                                            |
| 3  | 單坑 | 九龍巴士80X線                                            |
| 4  | 單坑 | 九龍巴士83X線                                            |
| 5  | 雙坑 | 九龍巴士74E、74F、74X、274X                              |
| 6  | 單坑 | 九龍巴士74D、74P線                                       |
| 7  | 單坑 | 九龍巴士40P線                                            |
| 8  | 雙坑 | 九龍巴士69C、269C、269S線                                |
| 9  | 單坑 | 九龍巴士268A、268C、268P線                               |
| 10 | 單坑 | 九龍巴士258X、259X線                                     |
| 11 | 單坑 | 九龍巴士93A線                                            |
| 12 | 單坑 | 九龍巴士23線                                             |

- 有紅字班次為雙向途經。

## 外部連結
- 九巴 （页面存档备份，存于）
- 運輸署－已獲批准的居民服務路線